# Blaise de Vigenère

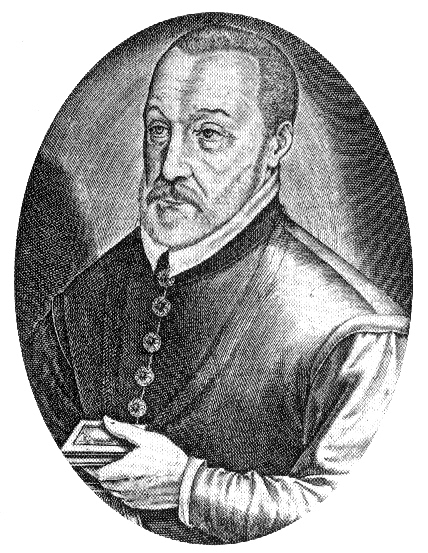
Blaise de Vigenère

Blaise de Vigenère (Saint-Pourçain-sur-Sioule, 5 april 1523 – Parijs, 19 februari 1596) was een Frans diplomaat en cryptograaf.
Van zijn hand verschenen meer dan twintig werken waarvan zijn traktaat aangaande cryptografie hem de meeste roem opleverde. Men heeft naar aanleiding van dit traktaat onterecht het Vigenèrecijfer naar hem vernoemd.
Naast dit Traicte de Chiffres verschenen onder meer:
- Traicte de Cometes
- Traicte du Fev et du Sel